# جبل فلتان
جبل فلتان بالفرنسية Djebel Feltene هو قمة الجبل 3,593 قدم / 1,095 متر قرب عين سمارة قسنطينة الجزائر استنادا إلى بيانات peakery أنها تحتل مرتبة أعلى الجبل 17 في قسنطينة و2078 أعلى جبل في الجزائر. أقرب القمم هي